# Mancomunidad Intermunicipal de L'Horta Sud
La Mancomunidad Intermunicipal de l'Horta Sud es una agrupación voluntaria de municipios para la organización y prestación de forma mancomunada de las obras, servicios o actividades de su comptencia. Además, la sede principal de dicho organismo la encontramos en el municipio de Torrente.
Por tanto la Mancomunidad la forman los 20 municipios de la Huerta Sur, alcanzando un total de 483 147 habitantes (INE 2023), y ocupando una extensión de 302,70 km².
Actualmente, la Mancomunidad está presidida por Eva Sanz Portero del PSOE, y alcaldesa de Benetúser.

## Las competencias de la Mancomunidad
- Tráfico estacionamiento de vehículos y movilidad.
- Información y promoción de la actividad turística de interés y ámbito local.
- Protección de la salubridad pública.
- Mejora de la gestión administrativa municipal.
- Gestión de los equipamientos de su titularidad.
- Ferias, abastos, mercados, lonjas y comercio ambulante.
- Promoción en el ámbito de la Mancomunidad de la participación de los ciudadanos en el uso eficiente y sostenible de las tecnologías de la información y las comunicaciones.
- Evaluación e información de situaciones de necesidad social.

## Localidades integrantes
- Alacuás
- Albal
- Alcácer
- Aldaya
- Alfafar
- Benetúser
- Beniparrell
- Catarroja
- Cuart de Poblet
- Chirivella
- Lugar Nuevo de la Corona
- Manises
- Masanasa
- Mislata
- Paiporta
- Picaña
- Picasent
- Sedaví
- Silla
- Torrente